# Брока
Брока (фр. Brocas) насеље је и општина у југозападној Француској у региону Аквитанија, у департману Ланд која припада префектури Мон де Марсан.
По подацима из 2011. године у општини је живело 779 становника, а густина насељености је износила 14,57 становника/km². Општина се простире на површини од 53,46 km². Налази се на средњој надморској висини од 65 метара (максималној 111 m, а минималној 54 m).

## Демографија
| 1962. | 1968. | 1975. | 1982. | 1990. | 1999. | 2011. |
| ----- | ----- | ----- | ----- | ----- | ----- | ----- |
| 598   | 718   | 639   | 616   | 656   | 700   | 779   |

График промене броја становника у току последњих година